# Nannodiella oxia
Nannodiella oxia är en snäckart som först beskrevs av Bush 1885.  Nannodiella oxia ingår i släktet Nannodiella och familjen kägelsnäckor. Inga underarter finns listade i Catalogue of Life.